# 대한민국 상법 제374조의2
대한민국 상법 제374조의2는 반대주주의 주식매수청구권에 대한 상법 회사법의 조문이다.

## 조문
제374조의2 (반대주주의 주식매수청구권) (1) 제374조의 규정에 의한 결의사항에 반대하는 주주는 주주총회전에 회사에 대하여 서면으로 그 결의에 반대하는 의사를 통지한 경우에는 그 총회의 결의일부터 20일내에 주식의 종류와 수를 기재한 서면으로 회사에 대하여 자기가 소유하고 있는 주식의 매수를 청구할 수 있다.

(2) 회사는 제1항의 청구를 받은 날부터 2월 이내에 그 주식을 매수하여야 한다.

(3) 제2항의 규정에 의한 주식의 매수가액은 주주와 회사간의 협의에 의하여 결정한다. 

(4) 제1항의 청구를 받은 날부터 30일 이내에 제3항의 규정에 의한 협의가 이루어지지 아니한 경우에는 회사 또는 주식의 매수를 청구한 주주는 법원에 대하여 매수가액의 결정을 청구할 수 있다. 

(5) 법원이 제4항의 규정에 의하여 주식의 매수가액을 결정하는 경우에는 회사의 재산상태 그 밖의 사정을 참작하여 공정한 가액으로 이를 산정하여야 한다.

## 같이 보기
- 주식매수청구권